# Johann David Michaelis
Johann David Michaelis (Halle, 27 febbraio 1717 – Gottinga, 22 agosto 1791) è stato un teologo e orientalista tedesco.

## Biografia
Figlio del teologo e orientalista Christian Benedikt Michaelis e di sua moglie Dorothea Hedwig Michaelis (1692-1736), si formò da precettori privati supervisionati dal padre. Influenzato in ambito filosofico dal teologo luterano Siegmund Jakob Baumgarten, si iscrisse alla Franckesche Stiftungen, una fondazione culturale di orientamento pietistico. Baumgarten lo introdusse anche allo storico della Chiesa, teologo razionalista e biblista Johann Salomo Semler, negli anni in cui coltivava il suo interesse per la storia sotto la direzione del cancelliere Ludovico.
Nel 1733, si immatricolò all'Università di Halle dove frequentò corsi di medicina, matematica e storia, per dedicarsi poi alle lingue orientali e alla teologia. Fra i suoi docenti ebbe il padre e Baumgarten stessi. All'epoca del pietismo tedesco-luterano, l'università era rinomata per gli studi di semitistica e delle lingue affini.
Nel 1739, era alle prese con una dissertazione dottorale sulla vocalizzazione masoretica dell'alfabeto ebraico, quando tenne il primo ciclo di letture universitarie. Une delle sue tesi di dottorato fu proprio la difesa dell'origine antica e divinamente ispirata dei diacritici per le vocali della lingua ebraica. Pur nel solco della tradizione, il suo animo indipendente i suoi scrupoli religiosi lo portano ad uno scontro interiore con la formazione luterana e il principio pietistico di sottomissione all'autorità.
Decise allora di partire per l'Inghilterra. Fra il 1741 e il 1742, passando per i Paesi Bassi, strinse amicizia con il filologo olandese Albert Schultens, che alcuni anni più tardi avrebbe rivelato il contributo dato ai suoi metodi di ricerca linguistica e testuale. Di ritorno ad Halle, si sentì completamente fuori posto e nel 1745 accettò volentieri la nomina a privatdozent (professore a contratto) presso l'Università di Gottinga. L'anno seguente fu promosso professor extraordinarius (professore straordinario) e nel 1750 ordinario di orientalistica. Da allora in avanti, sarebbe rimasto a Gottinga fino alla morte, sopraggiunta nel 1791. All'atto di fondazione dell'Accademia delle scienze di Gottinga nel 1751, ne firmò con Albrecht von Haller lo statuto, divenendone dapprima il segretario e poi il direttore.

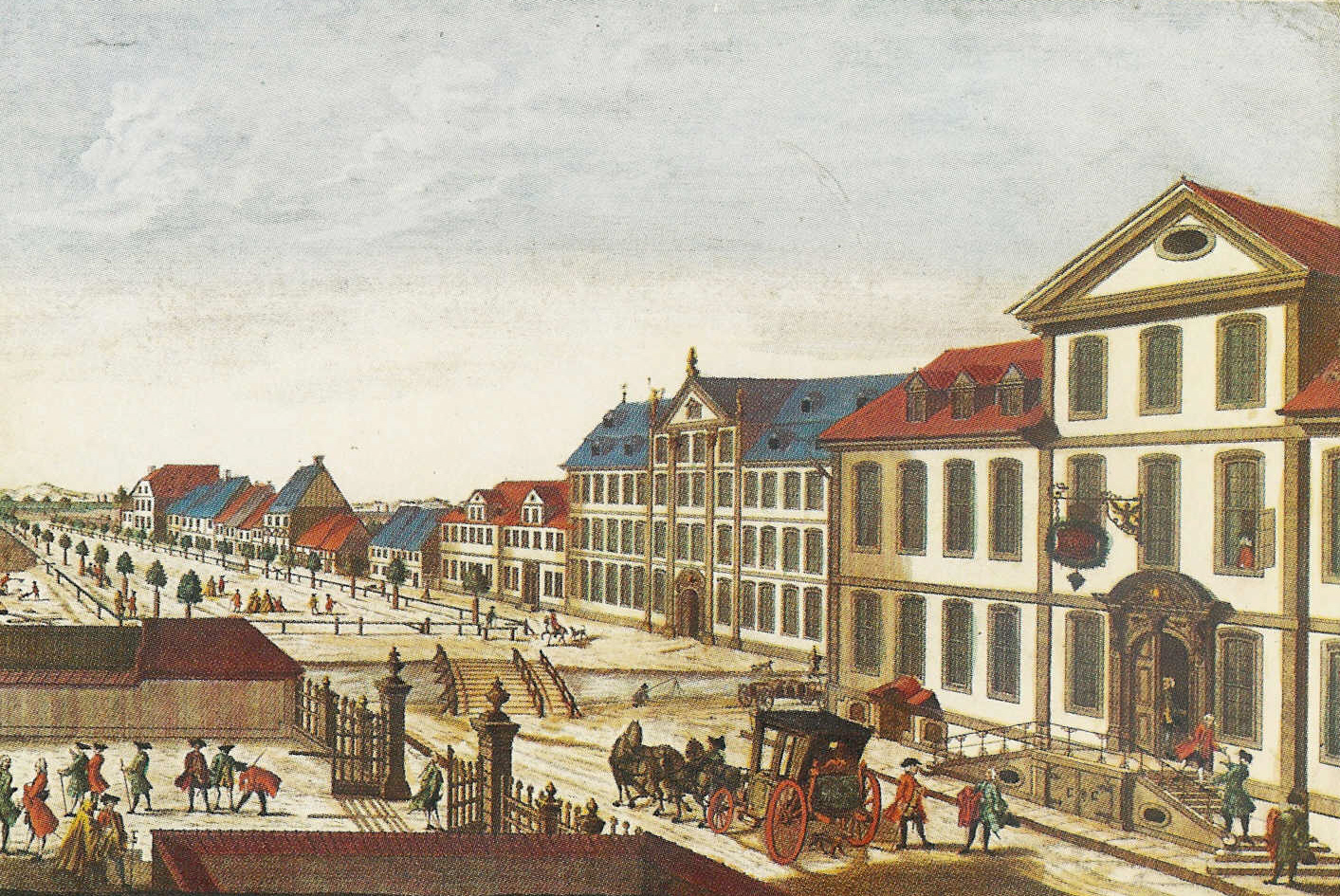
La "Taverna di Londra" (a destra), scorcio del XVIII secolo

Nel 1764, Michaelis acquistò la locanda conosciuta come Londonschänke o Michaelishaus , proprio di fronte al palazzo dell'università e del college dell'Università di Gottinga. Qui, visse con i suoi cari, tenendo varie attività di conferenziere, mentre un'ala laterale dell'edificio era stata affittata agli studenti. Nel XX secolo, il pittoresco edificio fu ribattezzato Michaelishaus e rimase in servizio fino al 2006, principalmente a disposizione di soggetti orientali.
In quegli anni, tradusse le quattro parti della Clarissa di Samuel Richardson, oltre alle parafrasi inglesi di testi biblici che andavano di moda nella Scuola di Halle. I suoi interessi per una scuola di spirito libero erano mossi dalla lettura dell'orientalista Albert Schultens. Gli scritti filologici di Michaelis erano viziati dalla scarsità di citazioni di manoscritti originali, fatto che condizionò la sua carriera successiva: dopo essere stato per anni uno dei più noti semitisti europei, non raggiungesse l'influsso accademico di Johann Jakob Reiske nell'arabistica. Malgrado i Supplementa ai lexicon ebraici (pubblicati dal 1784 al 1792), non lasciò un segno indelebile sulle future generazioni, ad eccezione degli studi sulla Peshitta.

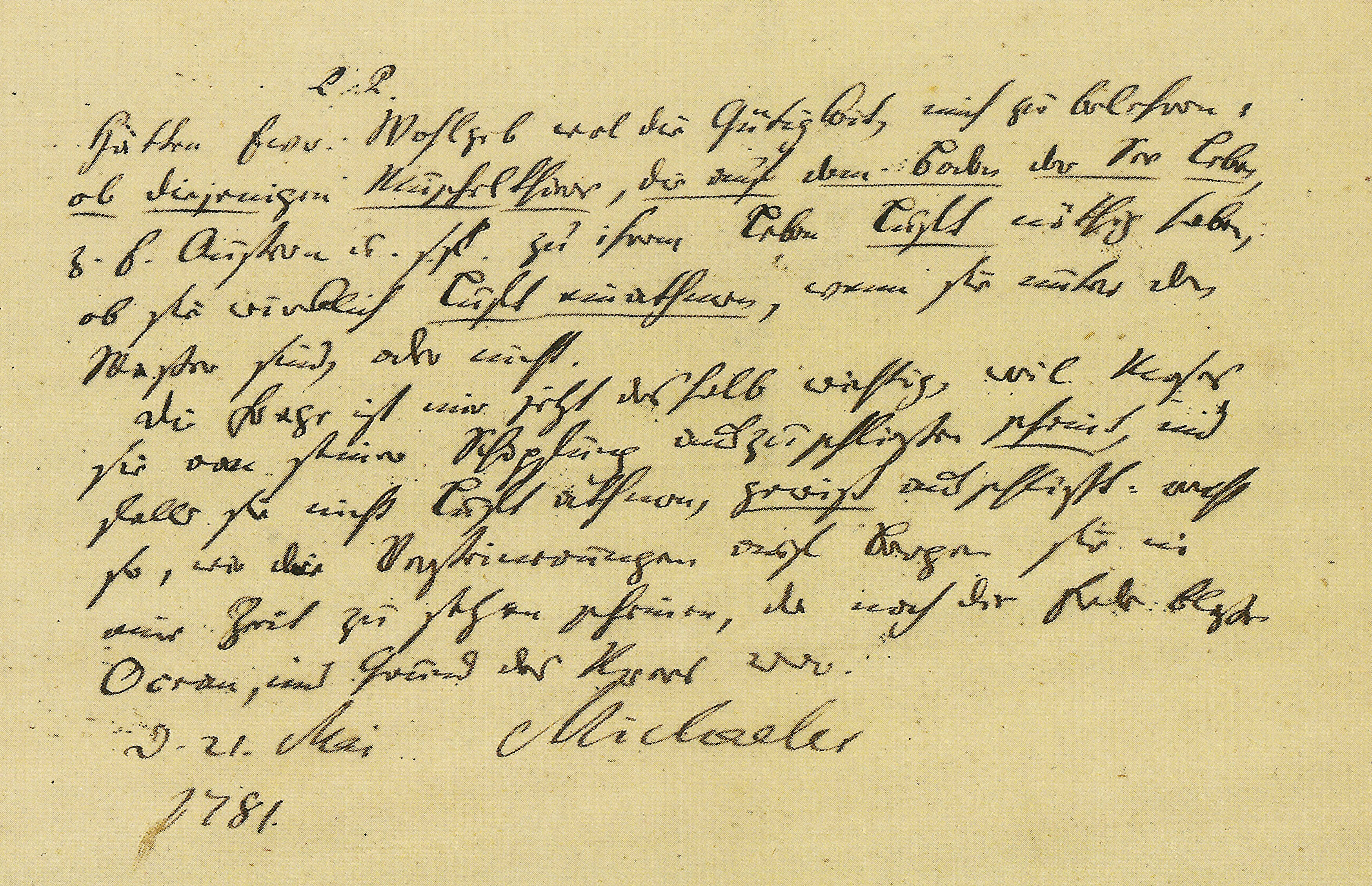
Lettera di Michaelis a Georg Christoph Lichtenberg (relativa a uno studio scientifico sull'Antico Testamento

Tuttavia, Michaelis era principalmente interessato alla storia, all'antichità, alla geografia e alle scienze naturali. Egli, infatti si iscrisse all'università come medicinae cultor e nella propria autobiografia espresse tutto il suo rimpianto per non aver intrapreso la professione di Ippocrate. Nell'ambito degli studi geografici, si persuase che un approccio scientificamente rigoroso fosse rinvenibile dall'opera di Samuel Bochart in poi: in base a questo pregiudizio, dal 1769 al 1780 pubblicò Spicilegium geographiae hebraeorum exterae post Bochartum.
Sull'origine della legge mosaica diede alle stampe Mosaisches Recht, ispirandosi allo Spirito della legge di Montesquieu. Le indagini delle basi razionali delle leggi per i popoli di pastori attribuite a Mosè furono in Germania uno dei primi casi di studio empirico in loco nell'ambito della sociologia della religione. Nacque così l'idea della spedizione danese in Arabia, condotta da Carsten Niebuhr in compagnia di Peter Forsskål.

## La spedizione in Arabia

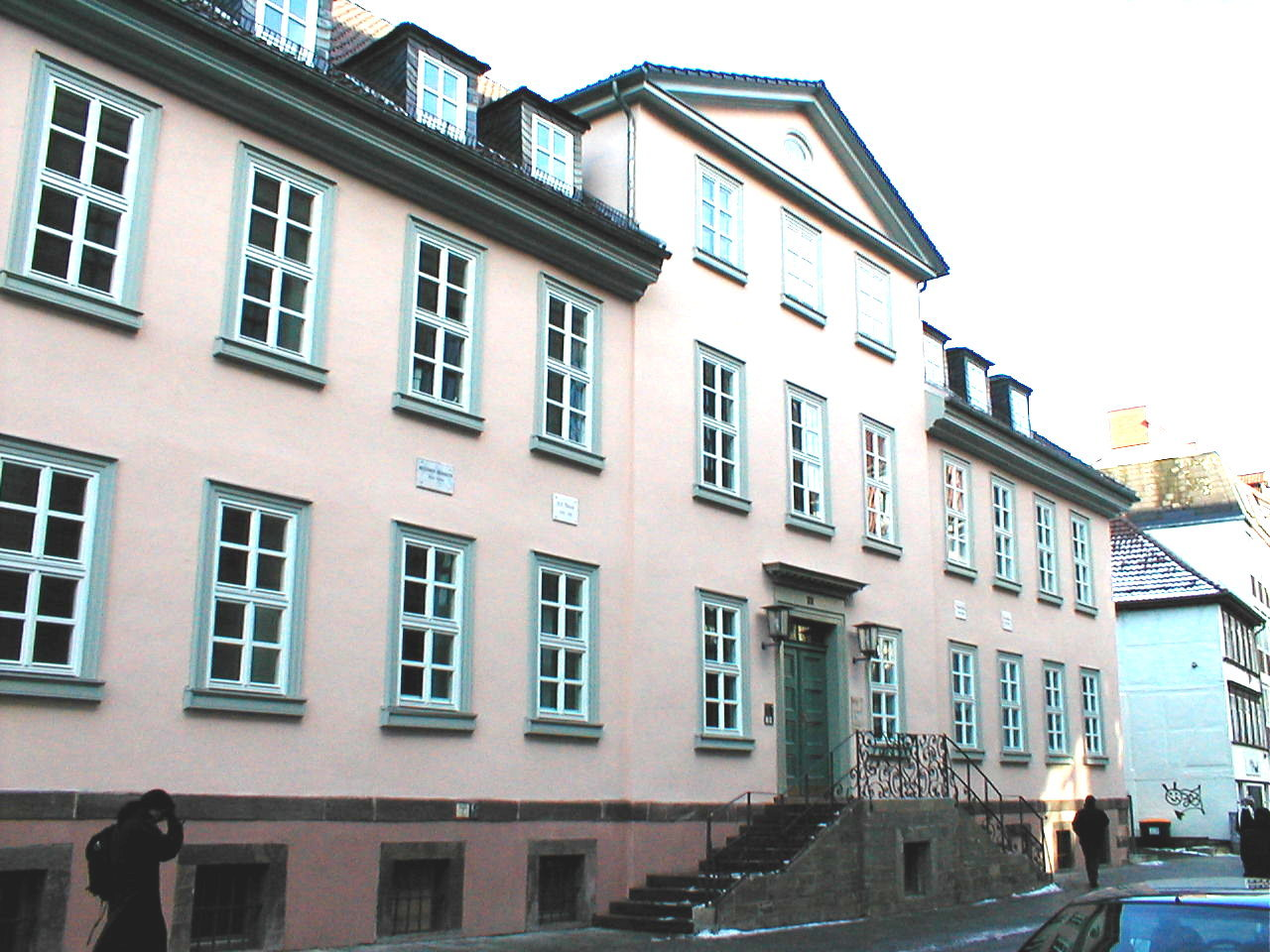
Michaelishaus attraverso i secoli

Nel 1753, il teologo illuminista lanciò il progetto di organizzare una spedizione in Medio Oriente per testare la veridicità dei testi biblici. Chiese agli scienziati di tutta Europa di formulare una serie di domande a tema dalle quali estrasse un questionario di 100 punti interrogativi da sottoporre agli autoctoni. I partecipanti avrebbero analizzato gli usi e i costumi degli arabi sauditi, nel tentativo di stabilire la concreta praticabilità delle particolareggiate leggi mosaiche.
La spedizione riuscì a partire solamente nel 1761, col patrocinio del re Federico V di Danimarca. Michaelis rimase in Germania. I partecipanti alla spedizione perirono tutti, ad eccezione del cartografo Forsskål, che nel 1774 pubblicò la Beschreibung von Arabie (Descrizione dell'Arabia), un volume che sembrava aver risposto a gan parte degli interrogativi raccolti da Michaelis. Tuttavia, gli studiosi ancora dibattono se il defunto Niebuhr fosse riuscito a servire e a soddisfare pienamente le richieste delegategli da Michaelis.

## Ascendenza e discendenza

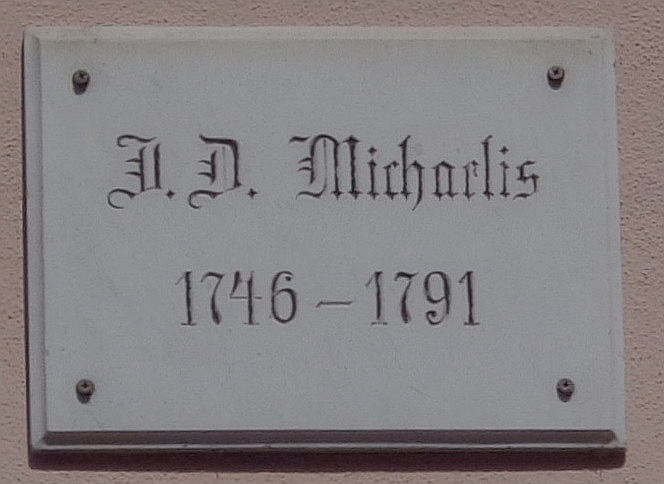
Targa commemorativa ubicata nella Michaelishaus (al numero 21 di Prinzenstrasse, Gottinga)

Johann David Michaelis fu padre di dieci figli, avuti da due matrimoni diversi. Suo figlio Christian Friedrich Michaelis (1754-1818) divenne professore di medicina all'Università di Marburgo. La figlia Caroline Schlegel-Schelling fu un'influente scrittrice del movimento romantico, che si sposò tre volte: prima Johann Franz Wilhelm Böhmer, poi August Wilhelm Schlegel e infine Friedrich Wilhelm Joseph Schelling.
Il prozio Johann Heinrich Michaelis (1668-1738) fu il direttore del collegium theologicum intitolato in onore di August Hermann Francke, un'importante scuola di studi biblici e di filologia orientale, nonché autore di un'edizione commentata della Bibbia ebraica e di scritti esegetici come le Adnotationes uberiores in hagiographos  del 1720. Il figlio della sorella di J. H. Michaelis, Christian Benedikt Michaelis (1680–1764), collaborò col primo a varie pubblicazioni, e fu il padre di Johann David, siriacista affermato presso l'Università di Halle.
Il nipote di J. H. Michaelis, Wilhelm von Michaelis (1742-1819), fu il capitano di un reggimento di ussari Wolky, nobilitato nel 1787, e molto noto a Johann David Michaelis.
Fra i suoi pupilli, si ricordano anche il genealogista Arnold Schuback (direttore della rivista Relations Courier) e Johann August von Starck, teologo luterano, esponente di spicco della Massoneria germanica e soprintendente ecclesiastico di Königsberg.

## Onorificenze e riconoscimenti
- 1761: nominato consigliere di corte[4];
- 1775: cavaliere dell'Ordine della Stella Polare[1];
- 1789: eletto fellow della Royal Society di Londra.[5]

Inoltre, fu eletto membro dell'Académie des Inscriptions et Belles-Lettres.

## Opere

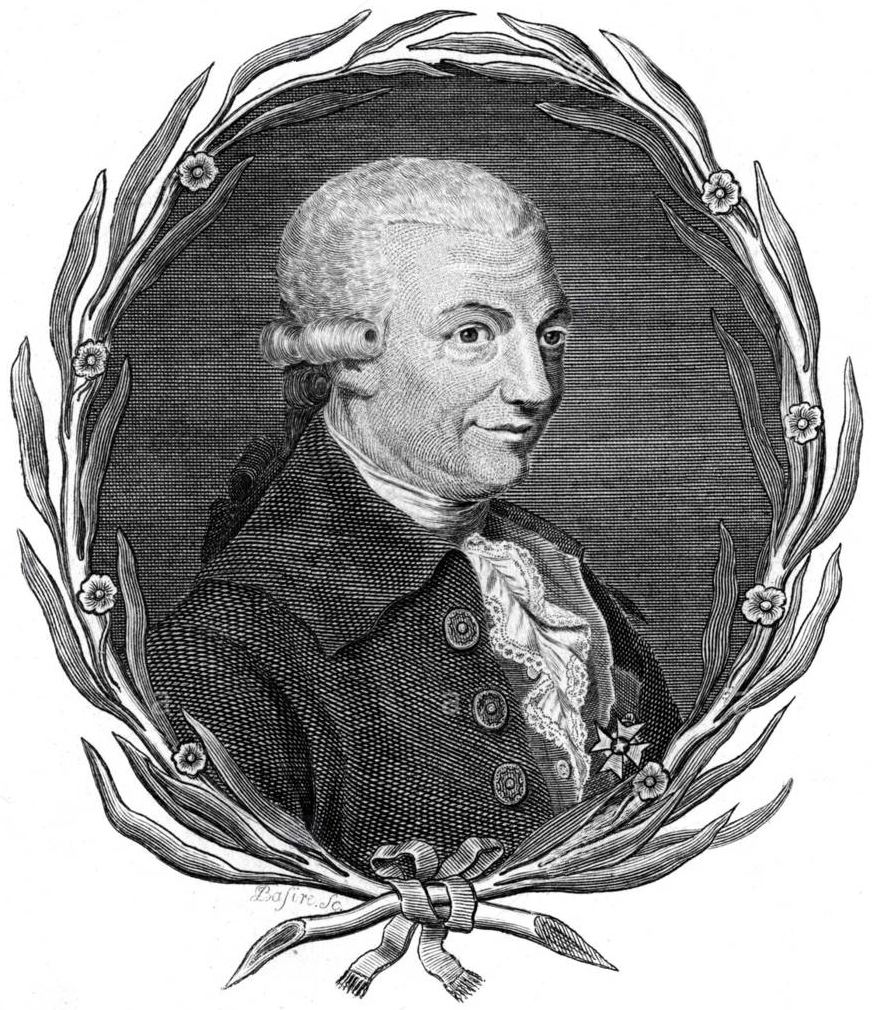
Johann David Michaelis (1717-1791)

Nel 1793, l'orientalista e teologo protestante Johann Matthäus Hassencamp pubblicò il volume J. D. Michaelis Lebensbeschreibung, che riportava una biografia di Michaelis e l'elenco delle sue opere a completamento di quanto già non esposto nella sua autobiografia. Fra gli altri titoli, si rammentano:
- Introduction to the New Testament, 1750, prima edizione[6];
- una ristampa delle  Praelectiones del vescovo anglicano Robert Lowth, fra il 1758 e il 1762, con rilevanti integrazioni testuali;
- una traduzione commentata della Bibbia in tedesco (dal 1773 al 1792);
- Orientalische und exegetische Bibliothek, dal 1775 al 1785;
- Neue O. und E. Bib., dal 1786 al 1791;
- Mosaisches Recht, dal 1770 al 1771;
- l'edizione critica del Lexicon syriacumdi Edmund Castell, dal 1787 al 1788;
- Litterarischer Briefwechsel (1794–1796), fonte di informazioni sulla storia della didattica dell'epoca.[1]